# 土木営繕事業
土木営繕事業（どぼくえいぜんじぎょう）とは 官公庁で使用される用語で土木構造物に付設する建築物である複合構造物や土木施設に付帯する建物、土木施設・土木構造物を維持・管理するため必要な建物・建築物の新築･増改築･補修等に関する事業。

## 概要
官公庁等で取り扱う建設事業では大別して土木事業と建築事業があり、土木営繕事業で行われる業務は建築の業務に当たる。この場合の建物・建築物とは、建築基準法上の建物・建築物で、建築基準法上の建物・建築物を取り扱うので、当該事業に際し建築法規上の諸手続きは必要となる。事業は官公庁組織内の土木系事業費で実施する。これ以外の建築事業は、官公庁では官庁営繕と呼ばれる。業務内容は官庁営繕と同様、それぞれの建物・建築物の予算要求、計画、設計、積算、工事監督と維持管理など、一般の建築業務ともなんら変わらない。工事は、土木営繕工事と呼称される。

## 参考資料
- 「建築工事内訳書作成要領〈建築工事編〉」 建設大臣官房官庁営繕部 (1995年）
- 「建築工事安全施工技術指針」 建設大臣官房官庁営繕部 (1995年）
- 「建築工事標準詳細図〈平成13年版〉」 建設大臣官房官庁営繕部 (2002年）
- 坂倉建築研究所「つくば国際会議場(エポカルつくば)/設計 茨城県土木営繕課」建築と社会 80 (930), 2-5, 1999年9月号
- 吉田あこ「青森県立つくしが丘病院-青森県青森市〔設計・監理・青森県土木営繕課・環境保健部,株式会社内藤建築事務所〕 (精神病院-リハビリテ-ションの一環として<特集>) 」建築界 26(6), 1977年6月号
- 建設省技術研究会、営繕協会編「建設省技術研究会(営繕部会)報告」 (1985年)
- 「よくわかる公共工事入札のしくみ」 建設経営サービス編
- 「公共建築工事標準仕様書(電気設備工事編)」国土交通省大臣官房官庁営繕部、 公共建築協会 (2007年）
- 「建設リサイクル実務必携」 建設省建設経済局建設業課、建設副産物リサイクル広報推進会議、建設大臣官房技術調査室、 建設大臣官房官庁営繕部営繕計画課 (1999年）
- 「建築工事見積標準書式集　設備工事編」建設大臣官房官庁営繕部 ( 1994年）
- 「工事写真の撮り方 建築設備編」 建設大臣官房官庁営繕部、 公共建築協会 (2005年）
- 原口泉「維新の系譜」 (2008年）
- 「建設省営繕技術報告集 (1979年)」 建設省大臣官房官庁営繕部
- 「建設省営繕技術報告集 (1978年)」 建設省大臣官房官庁営繕部
- 「建設省営繕技術報告集 (1977年)」 建設省大臣官房官庁営繕部
- 「建設省営繕技術報告集 (1972年)」 建設省大臣官房官庁営繕部
- 「建設省営繕技術報告集 (1969年)」 建設省大臣官房官庁営繕部
- 「建築工事内訳書作成要領〈設備工事編〉」 建設大臣官房官庁営繕部 (1995年）
- 森永卓郎「ニュースのウラ読み経済学」 (PHPビジネス新書 - 2010年）
- 「建設リサイクル実務必携」 建設省建設経済局建設業課、建設大臣官房技術調査室、建設大臣官房官庁営繕部営繕計画課、 建設省建設経済局事業総括調整官室 (1997年）
- 「建築設備数量積算基準・同解説」 建設大臣官房官庁営繕部、 建築コスト管理システム研究所 (1996年）
- 「機械設備工事監理指針」〈平成9年版〉 建設大臣官房官庁営繕部、 公共建築協会 (1998年）
- 成田重行「茶聖陸羽―茶経を著した偉人の生涯」 (1998年）
- 「建築工事安全施工技術指針・同解説」 国土交通省大臣官房官庁営繕部建築課営繕技術管理室、 公共建築協会 (2003年）